# Pectinatella magnifica
Pectinatella magnifica是梳苔蟲屬的一種苔蘚蟲，原產於北美洲東部的淡水中，現已擴散至北美洲西部與歐洲、亞洲等地。

## 形態
Pectinatella magnifica與該門其他物種同為群體動物，幼蟲在水中自由活動2-24小時後，即固著於水下的石頭、樹枝等基質表面，呈蓮座狀簇生成一群體，群體中充滿黏液，外觀為透明淺色至紫棕色，個蟲身長約一毫米，群體一般直徑為30-50公分，但也曾紀錄有大至2公尺者，是苔蘚蟲中群體大小最大者。單一個蟲有50-84個觸手，可從水中濾食，一天約可過濾8.8毫升的水。

## 分類

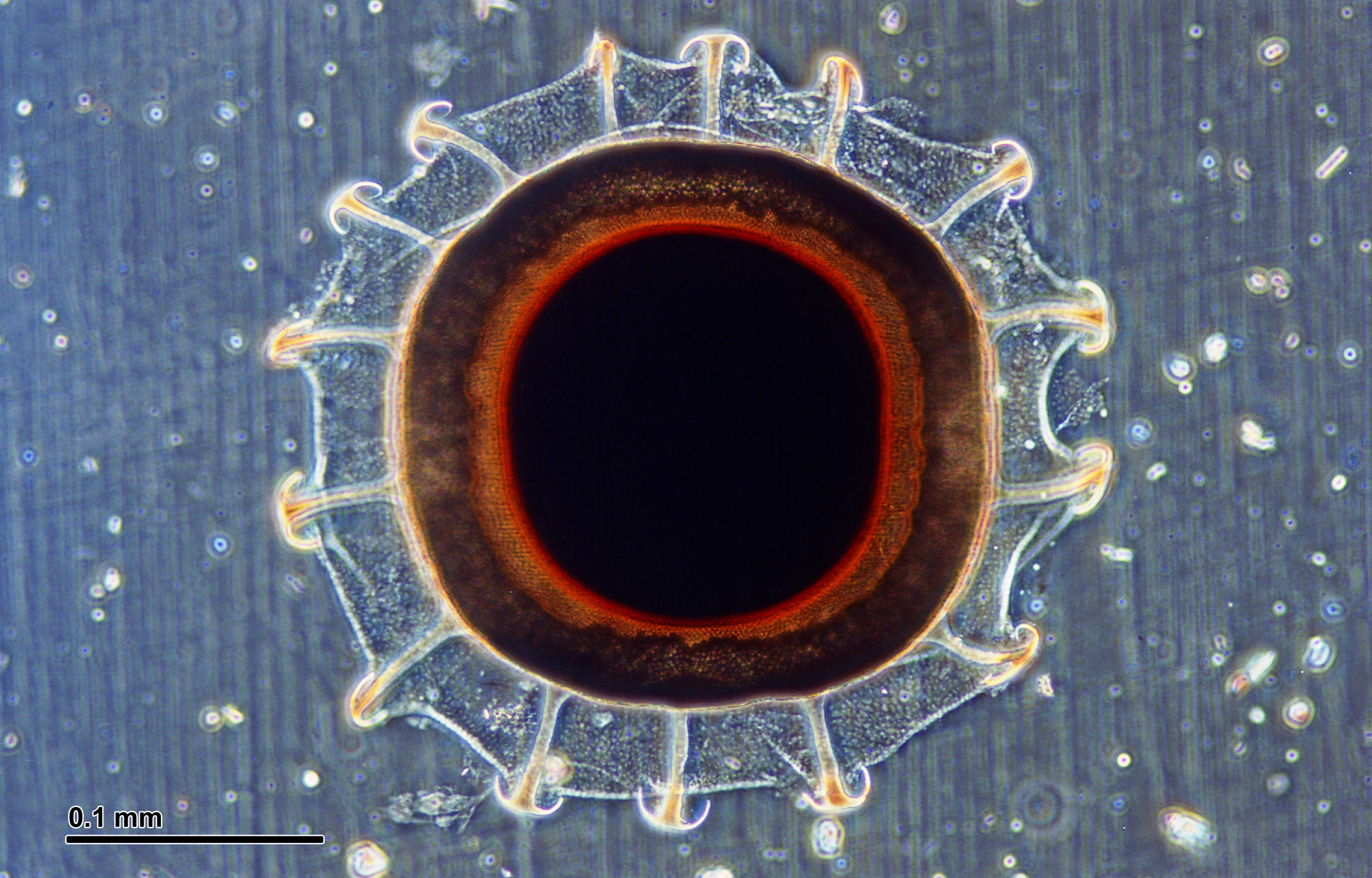
Pectinatella magnifica的休眠芽

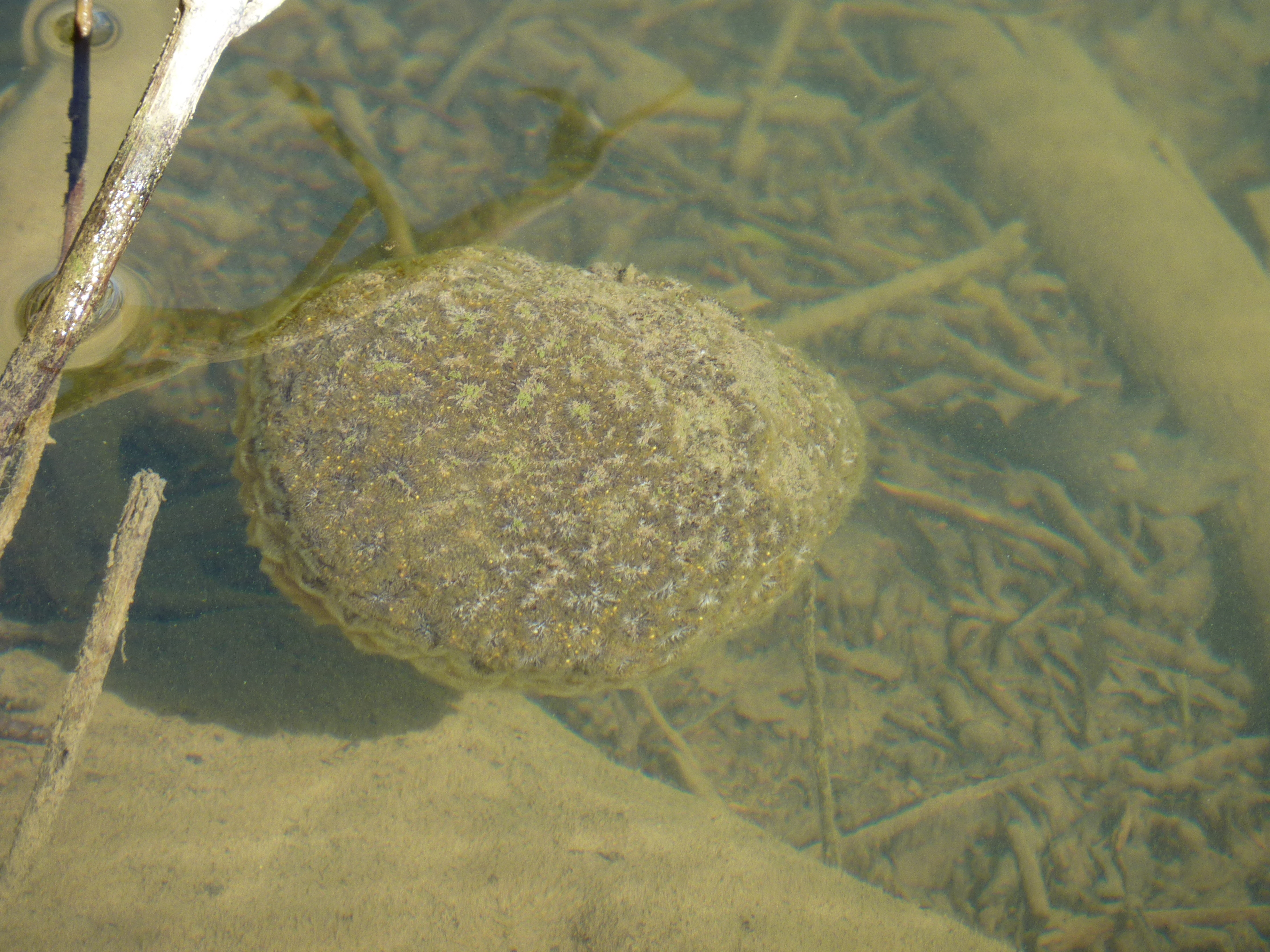
水中的Pectinatella magnifica群體

Pectinatella magnifica最早於1851年由美國生物學家約瑟夫·萊迪在賓夕法尼亞州採集，他將其歸入鸡冠苔虫属，命名為Cristatella magnifica，但隨即發現本種與該屬其他物種差異較大，而另成立一新屬梳苔蟲屬並將本種歸入。

## 生態
Pectinatella magnifica原產於北美洲密西西比河以東的淡水中，北至加拿大新不倫瑞克與安大略省，南至美國佛羅里達州與密西西比州，但已隨漁獲或船隻進入加利福尼亞州、德克薩斯州、華盛頓州、俄勒岡州等中部與西部州份，也已被發現於亞洲（日本、韓國與中國南方等地）與歐洲（德國、法國、荷蘭、奧地利、土耳其、羅馬尼亞與芬蘭等地），為當地的外來種:259，在日本曾因外形特殊而引起關注。本種一般出現於湖泊、池塘與沼澤等靜水中，較少生長於流動的溪流中:511，生長的水溫範圍較廣，於攝氏4度-32度間皆可生長，但不可於鹹水中生長，因其濾食的習性，可移除水體中的懸浮微粒而淨化水質，夏季時可大量增殖，可能阻塞漁網與水力發電廠的供水設備:259。
本種可行無性生殖或有性生殖，如同其他苔蘚動物，亦可形成對環境抗性很強的休眠芽，但對低溫的抗性不高:510，可能於冬季時隨藻類等基質沈降到水體底部，待來年春天基質分解後再浮至表面。
本種為黏體動物Tetracapsuloides bryosalmonae的中間宿主，後者可感染鮭魚，造成增生性腎病（Proliferative Kidney Disease）。